# Pławo (wieś)
Pławo – wieś w Polsce położona w województwie podkarpackim, w powiecie mieleckim, w gminie Borowa.
| SIMC    | Nazwa   | Rodzaj    |
| ------- | ------- | --------- |
| 0645932 | Majdan  | część wsi |
| 0645949 | Zagrody | część wsi |

Pławo liczy około 600 mieszkańców, 140 domów, położone jest przy dwóch niewielkich drogach. Nazwa pochodzi od miejsca spławiania zwierząt i towarów rzeką Wisłoką.
W latach 1975–1998 miejscowość administracyjnie należała do województwa rzeszowskiego.